# Mistrovství světa v zápasu ve volném stylu 1971
Mistrovství světa v zápasu ve volném stylu 1971 se uskutečnilo v Sofii, Bulharsko.

## Přehled medailí

### Volný styl
| Kategorie | Zlato              | Stříbro                  | Bronz                |
| --------- | ------------------ | ------------------------ | -------------------- |
| 48 kg     | Ebráhím Džavádí    | Bazarragchaagiin Jamsran | Ogňan Nikolov        |
| 52 kg     | Mohammad Ghorbani  | Baju Baev                | Aminulla Nasrullajev |
| 57 kg     | Hideaki Janagida   | Don Behm                 | Megdín Choilogdorj   |
| 62 kg     | Zagalav Abdulbekov | Shamseddin Seyed-Abbasi  | Kijoši Abe           |
| 68 kg     | Dan Gable          | Vasily Kazakov           | Ismail Juseinov      |
| 74 kg     | Jurij Gusov        | Mohammad Farhangdoust    | Ludovic Ambruș       |
| 82 kg     | Levan Tedyjašvili  | Horst Stottmeister       | Vasile Iorga         |
| 90 kg     | Rusi Petrov        | Paweł Kurczewski         | Russell Hellickson   |
| 100 kg    | Šota Lomidze       | Chorloogijn Bajanmönch   | Vasil Todorov        |
| +100 kg   | Alexandr Medveď    | Osman Duraliev           | Stanisław Makowiecki |

## Týmové hodnocení
| Pořadí | Muži volný styl | Muži volný styl |
| Pořadí | Tým             | Body            |
| ------ | --------------- | --------------- |
| 1      | Sovětský svaz   | 42.5            |
| 2      | Írán            | 31              |
| 3      | Bulharsko       | 31              |
| 4      | Japonsko        | 20              |
| 5      | Mongolsko       | 19.5            |
| 6      | USA             | 19              |